# L’Alidoro
L’Alidoro ist eine commedia per musica (Opera buffa) in drei Akten von Leonardo Leo (Musik) mit einem Libretto von Gennaro Antonio Federico. Erstmals aufgeführt wurde sie im Sommer 1740 im Teatro dei Fiorentini in Neapel.

## Handlung
Die Handlung spielt in der Nähe von Neapel in der Gegend des heutigen Stadtteils Poggioreale. Der alte Giangrazio plant, seinen Sohn Don Marciello mit Faustina, der Stieftochter seines verstorbenen Bruders Lamberto, zu verheiraten. Diese ist zusammen mit ihrer Stiefschwester Elisa angereist. Faustina hat jedoch bereits ein Verhältnis mit Luigi, der unter dem Namen Ascanio eine Stellung als Diener im Haus Giangrazios angenommen hat, um ihr nahe sein zu können. Don Marciello dagegen liebt die Gastwirtin Zeza, die wiederum mit dem Müller Meo verbandelt ist. Im Verlauf der Handlung verlieben sich zudem unerwidert Giangrazio in Zeza und Elisa in Ascanio. Gegen Ende stellt sich heraus, dass Luigi/Ascanio in Wirklichkeit Alidoro, der vermisste zweite Sohn Giangrazios, ist.

### Erster Akt
Elisa unterbricht ein Stelldichein von Faustina und Luigi/Ascanio und setzt sich zu ihnen. Auch Meo und Zeza erscheinen. Meo spielt ein Liebeslied auf einer Colascione, das Luigi bewundert. Anschließend stimmen Meo und Zeza ein Duett an. Als Don Marciello auftaucht und mitsingt, gehen sie empört. Auch Elisa und Faustina finden sein Verhalten unverschämt. Don Marciello sinnt über seine unerwiderte Liebe zu Zeza und seine befohlene Hochzeit mit Faustina nach.
Giangrazio beklagt sich über die vergeudete Ausbildung Don Marciellos, der sein Leben lieber mit Vergnügungen zubringt und sich zudem weigert, Faustina zu heiraten. Anschließend versucht er, Meo nach der Beziehung seines Sohnes mit Zeza auszuhorchen. Dadurch weckt er die Eifersucht Meos, der kurz darauf Zeza sein Misstrauen spüren lässt. Zeza ist ungehalten darüber. Don Marciellos Annäherungsversuche sind ihr lästig, und sie fühlt sich von Meo vernachlässigt.
Elisa erklärt Ascanio ihre Liebe. Er erzählt Faustina davon und versichert ihr seine Treue. Dennoch fürchtet sie, dass er sie Elisas wegen verlassen könnte.
Giangrazio fragt Zeza nach ihrem Verhältnis zu Don Marciello. Sie erzählt ihm, wie ungenehm ihr dessen Aufdringlichkeiten sind. Als Don Marciello hinzukommt, macht Giangrazio ihm Vorwürfe deswegen. Don Marciello vermutet, dass sein Vater sich selbst in sie verliebt habe. Auch Meo erscheint und erblickt Zeza mit Don Marciello. Der erste Akt endet in wüsten Beschimpfungen aller Beteiligten.

### Zweiter Akt
Vor dem Gasthaus macht sich Don Marciello erneut an Zeza heran und verlangt Wein. Sie bedient ihn nur widerwillig und will auch sein großzügiges Trinkgeld nicht annehmen. Der eifersüchtige Meo kommt hinzu und drängt sie zynisch, das Geld anzunehmen. Auch Ascanio erscheint. Meo erklärt, dass er nichts mehr mit Zeza zu tun haben wolle und Don Marciello freie Bahn habe. Im Gegensatz zu ihm sei Don Marciello wohlhabend und habe auch ein hübscheres Gesicht. Don Marciello und Meo gehen. Luigi ist erstaunt, dass Zeza Meo so schnell zugunsten Don Marciellos aufgegeben zu haben scheint. Seine Freude darüber, dass Faustina nun für ihn frei ist, wird jedoch von Elisa unterbrochen, die immer noch auf seine Gegenliebe hofft. Er weist sie mit deutlichen Worten ab. Elisa schwört Rache. Luigi ist aber zuversichtlich, dass sie sich bald wieder beruhigen werde.
Elisa beklagt sich bei Faustina über Ascanios Verhalten. Faustina befürchtet, dass Ascanio sich insgeheim in sie verliebt haben könnte.
Meo beschwert sich bei Giangrazio über Zeza und Don Marciello und stärkt dadurch dessen Interesse für Zeza. Als sie kommt, beschimpft er sie. Zeza bricht in Tränen aus. Sie versichert Giangrazio, dass sie seinem Sohn nie etwas angetan habe. Zur Bestätigung küsst sie seine Hand. Giangrazios Verwirrung steigert sich.
Als Meo Zeza zynisch fragt, ob sie vielleicht außer dem Vater und dem Sohn noch mehr Verehrer habe, erkennt sie Giangrazios Verliebtheit. Meo entfernt sich verärgert. Zeza verzweifelt über die Männer und die Liebe.
Elisa setzt ihren Racheplan gegen Ascanio um. Sie erzählt Giangrazio, dass er versucht habe, sie zu verführen. Giangrazio entschließt sich, ihn zu entlassen.
Im Beisein Faustinas wirft Giangrazio Ascanio hinaus. Faustina vermutet, dass Elisa dahinter steckt.
Don Marciello verlangt eine Liebeserklärung von Zeza, aber sie weist ihn erneut ab. Meo kommt hinzu. Während Zeza kurz im Gasthaus verschwindet, stimmt er ein sizilianisches Lied an. Anschließend starten Don Marciello und Meo ein lautes Spiel (eine Morra), um sie zu ärgern. Giangrazio kommt hinzu und streitet erst mit Meo, dann mit Don Marciello. Weder Giangrazio noch Don Marciello wollen einander zugeben, in Zeza verliebt zu sein und verlangen von dieser, ihre Unschuld zu bestätigen.

### Dritter Akt
Elisa gesteht Faustina den Grund für ihren Zorn: ihre unerwiderte Liebe zu Ascanio. Nur seine Gegenliebe könne sie besänftigen. In dem Fall werde sie auch dafür sorgen, dass ihr Onkel ihn wieder einstelle.
Faustina erzählt Luigi von Elisas Geständnis. Luigi schlägt vor, dass sie Elisa von seiner unsterblichen Liebe zu ihr erzählen solle. Wenn Elisa getäuscht werden wolle, solle sie es auch werden. Faustina bittet um Verzeihung für ihre Eifersucht.
Giangrazio bietet Ascanio an, ihn wieder einzustellen, wenn er dafür sorge, dass Don Marciello und Faustina noch am selben Abend heiraten. Um Don Marciello von seiner Verliebtheit zu Zeza abzubringen, habe er vorgetäuscht, selbst in diese verliebt zu sein. Ascanio solle deshalb zu ihr gehen und sie von seiner (Giangrazios) Liebe überzeugen. Ascanio glaubt kein Wort davon. Er beschließt, Giangrazio dennoch weiter zu dienen, um dafür zu sorgen, dass sich alles zum Guten wende.
Meo beobachtet aus einem Versteck, wie Don Marciello Zeza erneut umwirbt. Sie erklärt ihm, dass sie weder mit ihm noch mit seinem Vater etwas zu tun haben wolle und vertreibt ihn mit Schlägen. Das überzeugt Meo davon, dass Don Marciello kein ernstzunehmender Rivale ist. Giangrazio erscheint und fragt Zeza, ob sie seinen Diener gesehen habe. Da das nicht der Fall ist, Ascanio seinen Auftrag also noch nicht ausgeführt hat, entschließt er sich, auf ihn zu warten. Zeza versucht vergeblich, ihn fortzuschicken. Sie zieht sich schließlich wütend ins Gasthaus zurück. Nun ist Meo auch beruhigt über ihr Verhältnis zu Giangrazio. Schließlich kommt Ascanio. Giangrazio drängt ihn, Zeza seine Botschaft auszurichten, während er selbst sich verstecken will. Meo erkennt, dass Giangrazio Zeza keinesfalls aufgeben will. Er besorgt sich ein Schwert und fordert Giangrazios vermeintlichen Helfer Ascanio zum Kampf. Giangrazio und die hinzugekommenen Faustina und Elisa versuchen, die beiden zu trennen. Don Marciello kehrt zurück und zieht ebenfalls sein Schwert gegen Ascanio, der ihn jedoch abwehren kann.
Meo ist inzwischen vollständig überzeugt von Zezas Treue. Die beiden versöhnen sich miteinander.
Während des Kampfes ist Ascanio leicht an der Schulter verletzt worden. Dabei wurde ein Geburtsmal in Form zweier goldener Flügel sichtbar. Giangrazio erkennt daran, dass Ascanio sein verloren geglaubter zweiter Sohn Alidoro ist, den seine Mutter nach diesem Mal („ali d’oro“ – „goldene Flügel“) benannt hatte. Elisa versteht nun ihre Zuneigung zu ihm, denn sie sind nahe Verwandte. Als Don Marciello zurückkehrt, um den Kampf mit Ascanio fortzusetzen, stellt Giangrazio ihm diesen als seinen Bruder vor. Alidoro gibt zu, lediglich zum Schein als Diener Ascanio gearbeitet zu haben, um seiner Geliebten Faustina nahe sein zu können. Er sei als Kind, nachdem am Strand von Genua verloren gegangen war, von einem Genueser unter dem Namen Luigi aufgezogen worden. Auf Bitten Don Marciellos gibt Giangrazio Alidoro und Faustina seinen Segen. Don Marciellos eigene Hoffnung auf Zeza wird jedoch enttäuscht, denn diese hat sich inzwischen mit Meo verlobt. Giangrazio schlägt ihm stattdessen vor, Elisa zu heiraten. Die Oper endet in allgemeiner Freude.

## Gestaltung
Die Commedia per musica (bzw. „Commeddeja pe mmuseca“) ist eine typisch neapolitanische Opernform des frühen 18. Jahrhunderts. Die Handlung spielt üblicherweise in der (damaligen) Gegenwart in der Umgebung Neapels. Die Szene ist starr und stellt eine Straße zwischen zwei Landhäusern dar. Die Personen basieren entweder auf denen der Commedia dell’arte oder sind verliebt. Üblicherweise gibt es ein unerkannt aufgewachsenes Findelkind, das von mehreren anderen Personen gleichzeitig geliebt wird. Gegen Ende stellt sich dann die wahre Identität dieser Person als enger Verwandter der meisten Verehrer heraus, so dass nur noch ein Bewerber übrig bleibt. Neben burlesken Elementen gibt es Anspielungen an die Opera seria und an das Gesellschaftsleben. Eine häufig verwendete Musikform ist die schlichte „canzona“, die oft Strophenform hat. Die Oper wird gewöhnlich mit einer solchen „canzona“ im Sicilianorhythmus eingeleitet. Die Verwendung des neapolitanischen Dialekt ist ebenfalls typisch, wurde aber ab 1720 allmählich zurückgedrängt und auf die Buffo-Partien beschränkt. Weitere Beispiele für diese Gattung sind Giovanni Battista Pergolesis Opern Lo frate ’nnamorato aus dem Jahr 1732 und Il Flaminio von 1735.

## Geschichte
L’Alidoro ist eines von sechs Bühnenwerken, die Leonardo Leo im Jahr 1740 schrieb. Bei der Uraufführung im Sommer desselben Jahres im Teatro dei Fiorentini in Neapel sangen Giacomo D’Ambrosio (Giangrazio), Maria Mecheri (Faustina), Santa Pascucci (Luigi), Artemisia Landi (Elisa), Nicola De Simone (Marciello), Margherita Pozzi (Zeza) und Girolamo Piani (Meo). Das Bühnenbild stammte von Paolo Saracino.
Die Partitur galt lange Zeit als verschollen. Sie wurde erst Anfang des 21. Jahrhunderts zusammen mit drei anderen Opern Leonardo Leos im Musikarchiv der Abtei Montecassino wiedergefunden.
Im Februar 2008 wurde das Werk vom Baroque Orchestra Cappella della Pietà dei Turchini unter der Leitung von Antonio Florio im Teatro Romolo Valli in Reggio nell’Emilia sowie im Teatro Mercadante in Neapel erneut szenisch aufgeführt. Die Regie führte Arturo Cirillo. Das Bühnenbild stammte von Bellando Randone. Die Sänger waren Maria Grazia Schiavo (Faustina), Maria Ercolano (Luigi), Valentina Varriale (Zeza), Francesca Russo Ermolli (Elisa), Giuseppe De Vittorio (Don Marciello), Francesco Morace (Giangrazio) und Giampiero Ruggeri (Meo). Die stumme Rolle des Ciccio spielte Nino Bruno. Ein Mitschnitt der Aufführung aus dem Teatro Romolo Valli erschien auf DVD und CD. Die DVD wurde mit dem Orphée d'Or der Académie Lyrique Française sowie Werbeaussagen zufolge im Oktober 2009 mit dem Schallplattenpreis Diapason d’or ausgezeichnet. Auf der Diapason-Website ist die Aufnahme jedoch nicht aufgeführt.
Der Text verwendet verschiedene italienische Dialekte. So sprechen Don Marciello und Giangrazio Toscanisch und Meo und Zeza Neapolitanisch. Die Musik enthält Elemente  sowohl der Opera buffa als auch der Opera seria.